# Hrabstwo Orangeburg
Hrabstwo Orangeburg – hrabstwo w stanie Karolina Południowa w USA.

## Geografia
Według United States Census Bureau całkowita powierzchnia hrabstwa wynosi 2920 km² z czego 2864 km² stanowią lądy, a 56 km² stanowią wody. Według szacunków w roku 2010 hrabstwo zamieszkiwało 92 501 mieszkańców. Jego siedzibą administracyjną jest Orangeburg.

### Miasta
- Bowman
- Branchville
- Cope
- Cordova
- Elloree
- Eutawville
- Holly Hill
- Livingston
- Neeses
- North
- Norway
- Orangeburg
- Rowesville
- Santee
- Springfield
- Vance
- Woodford

### CDP
- Brookdale
- Edisto
- Wilkinson Heights

### Sąsiednie hrabstwa
- Hrabstwo Calhoun (północ)
- Hrabstwo Clarendon (północny wschód)
- Hrabstwo Dorchester (południowy wschód)
- Hrabstwo Berkeley (południe)
- Hrabstwo Bamberg (południe)
- Hrabstwo Colleton (południowy zachód)
- Hrabstwo Aiken (zachód)
- Hrabstwo Barnwell (zachód)
- Hrabstwo Lexington (północny zachód)